# يولاندا تشيبلاك
يولاندا تشيبلاك (بالسلوفينية: Jolanda Čeplak)‏ هي عداءة مسافات متوسطة سلوفينية ولدت في يوم 12 سبتمبر 1976 في بلدة تسيله في جمهورية سلوفينيا الاشتراكية. أبرز انجازاتها هو فوزها بالميدالية البرونزية في دورة الألعاب الأولمبية الصيفية 2000 في سيدني في سباق 800 متر. كما فازت بالميدالية الفضية في بطولة العالم لألعاب القوى داخل الصالات 2004 في بودابست. وفازت أيضاً بالميدالية الذهبية في بطولة أوروبا لألعاب القوى 2002 في ميونخ. في سنة 2007 اكتشف تناولها للمنشطات ليتم ايقافها لمدة عامين.